# Douglas Morrow
Douglas Morrow (* 13. September 1913 in Oswego, New York; † 9. September 1994 in Kingston, New York) war ein US-amerikanischer Schauspieler, Drehbuchautor und Filmproduzent, der 1950 den Oscar für die beste Originalgeschichte gewann.

## Leben
Morrow begann seine Laufbahn in der Filmwirtschaft Hollywoods 1944 als Schauspieler in dem Film Bathing Beauty und spielte bis 1946 in fünf weiteren Filmen wie Der dünne Mann kehrt heim (1945) Nebenrollen. 1948 verfasste er für den Kurzfilm Where Will You Hide? erstmals eine Vorlage und schrieb anschließend die Vorlagen sowie Drehbücher für über zwanzig weitere Filme und Fernsehserien.
Bei der Oscarverleihung 1950 gewann er den Oscar für die beste Originalgeschichte für The Stratton Story (1949) von Sam Wood mit James Stewart, June Allyson und Frank Morgan.
Sein für den Film Jenseits allen Zweifels (1956) verfasstes Drehbuch wurde 2009 für eine Neuverfilmung des Stoffs für den Film Gegen jeden Zweifel verwendet. Nachdem er 1962 mit Sun Valley einen allerdings nicht verkauften Pilotfilm über den Manager eines Hotels in einem Wintersportort produziert hatte, produzierte er zuletzt 1973 den von Daniel Mann mit Bernie Casey, Bo Svenson und Janet MacLachlan inszenierten Film Maurie, für den er auch das Drehbuch verfasste. 

## Filmografie (Auswahl)
- 1948: Where Will You Hide? (Kurzfilm)
- 1949: The Stratton Story
- 1951: Jim Thorpe: All-American
- 1953: Ärger auf der ganzen Linie (Trouble Along the Way)
- 1956: Jenseits allen Zweifels (Beyond a Reasonable Doubt)
- 1959: The Millionaire (Fernsehserie)
- 1960: 77 Sunset Strip (Fernsehserie)
- 1969: Big Valley (Fernsehserie)
- 1973: Maurie

## Auszeichnungen
- 1950: Oscar für die beste Originalgeschichte